# Neo trance
Neo Trance  è un genere totalmente diverso dalla matrice Trance da cui prende il nome, sviluppatosi nella seconda metà del primo decennio del 2000.

## Il genere
Strutturalmente ideato con una base Minimal techno , ha in sé una svariata serie di melodie, spesso in 3/4, basso incluso, che danno un'immagine "ipnotica" spesso definibile da alcuni esperti anche come "techno psichedelica".
Uno dei primi nomi che emerse sin dall'inizio del genere stesso fu il dj e produttore inglese James Holden, che nel 2004 pubblicò sulla propria etichetta il rmx per il brano "the sky was pink" dell'amico e collega Nathan Fake, brano che viene considerato tra i primi del genere.
A tutt'oggi la Germania resta il paese di maggior prolificità della Neo Trance, grazie alle etichette come la Traum e in parte la Kompakt. Tra le varie influenze sicuramente è da citare l'IDM, oltre che per le sonorità "glitch" talvolta presenti in brani neo trance. In particolare l'EP del già citato Fake "Iceni strings" contiene svariati elementi IDM e glitch tanto da poter essere considerato di tale genere.
Inoltre la Border community, etichetta di proprietà dello stesso Holden, viene vista da molti come uno dei maggiori punti di riferimento del genere, sebbene musicalmente spazi a 360°.
Va infine sottolineato che anche nell'ambito della velocità la neo trance si distingue dagli altri sottogeneri, muovendosi intorno ai 126-128 bpm.
Tra gli artisti che ne fanno parte attualmente spiccano nomi come Max Cooper, Luke Abbott, Nathan Fake, Fairmont, Petar Dundov, Gui Boratto e lo stesso Holden.